# Сухе Брезово
Сухе Брезово (слч. Suché Brezovo) насељено је мјесто са административним статусом сеоске општине (слч. obec) у округу Вељки Кртиш, у Банскобистричком крају, Словачка Република.

## Становништво
| Година:    | 1994. | 2004.    | 2014.    | 2024.    |
| ---------- | ----- | -------- | -------- | -------- |
| Број људи: | 138   | 122      | 101      | 77       |
| Разлика:   |       | -11,59 % | -17,21 % | -23,76 % |

| Година:    | 2023. | 2024.   |
| ---------- | ----- | ------- |
| Број људи: | 78    | 77      |
| Разлика:   |       | -1,28 % |

Према подацима о броју становника из 2011. године насеље је имало 113 становника.